# Gotalovec
Gotalovec is een plaats in de gemeente Budinščina in de Kroatische provincie Krapina-Zagorje. De plaats telt 187 inwoners (2001).